# Андреа Мартин
Андреа Мартин (на английски: Andrea Martin; родена на 15 януари 1947 г.) е американска актриса.

## Кариера
Играе във филмите „Клуб Парадайз“ (1986), Steppin Out (1991), „Принцеса Анастасия“ (1997), „Барток Великолепни“ (1999), „Моята голяма луда гръцка сватба“ (2002), „Продуцентите“ (2005), „Моята голяма луда гръцка сватба 2“ (2016), както и в безброй сериали, измежду които Second City Television, „Улица Сезам“, „Шоуто на Каръл Бърнет“, „Стар Трек: Космическа станция 9“, „Уил и Грейс“, „Рокфелер плаза 30“, „Модерно семейство“ и „Страхотни новини“.
Активно се занимава и с озвучаване на анимационни филми и сериали. Мартин озвучава майката на Апу в „Семейство Симпсън“, леля Мириам в Rugrats и „Дребосъчетата: Филмът“, Лудата Хариет в „Супермен: Анимационният сериал“, г-жа Мийни в „Новото шоу на Уди Кълвача“, г-жа Фаул в „Джими Неутрон: Момчето гений“ и майката на Рон в „Ким Суперплюс“.